# Вельшер, Леонид Зиновьевич
Леонид Зиновьевич Вельшер (2 ноября 1948, Днепропетровск, Украинская ССР — 18 февраля 2017, Москва, Российская Федерация) — советский и российский учёный в области медицины, заведующий кафедрой онкологии и лучевой терапии Московского государственного медико-стоматологического университета им. А. И. Евдокимова, лауреат Государственной премии СССР (1985).

## Биография
Родился  в семье военнослужащих.
В 1967 г. окончил медицинское училище. После двух лет службы в Советской армии работал фельдшером скорой медицинской помощи.
В 1976 г. окончил Московский государственный стоматологический институт (МГСИ) и был зачислен на должность врача-старшего лаборанта кафедры онкологии.
С 1978 г. работал на кафедре онкологии и лучевой терапии ММСИ/МГМСУ, в том числе в должностях профессора и заведующего кафедрой онкологии и лучевой терапии.
В 1982 г. защитил кандидатскую диссертацию по теме «Комплексная терапия функциональных нарушений верхней конечности у больных, радикально леченных по поводу рака молочной железы». В 1989 г. — докторскую диссертацию.
Под его научным руководством защищены 8 докторских и 35 кандидатских диссертаций.
С 2002 г. являлся главным специалистом-онкологом Министерства путей сообщения РФ и ОАО «Российские железные дороги».

## Награды и звания
- Премия Совета Министров СССР (1983)
- Государственная премия СССР (1985)
- Нагрудный знак «Изобретатель СССР» (1985)
- Медаль ордена «За заслуги перед Отечеством» 2-й степени (2014)

## Сочинения
- Вельшер Л. З., Поляков Б. И., Петерсон С. Б. Клиническая онкология: избранные лекции. — М.: ГЭОТАРМедиа, 2009. — 496 с.
- Клиническая онкология. Избранные лекции. Учебное пособие / Л.З. Вельшер, Б.И. Поляков, С.Б. Петерсон. - М.: ГЭОТАР-Медиа, 2014. - 496 c.
- Онкология: учебник. Вельшер Л.З., Матякин Е.Г., Дудицкая Т.К., Поляков Б.И. 2009. - 512 с.